# Dąbrowice (Maków)
Pour les articles homonymes, voir Dąbrowice.
Dąbrowice est une localité polonaise de la gmina de Maków, située dans le powiat de Skierniewice en voïvodie de Łódź.